# توئید هدز
توئید هدز (به انگلیسی: Tweed Heads) یک شهرک در استرالیا است که در نیو ساوت ولز واقع شده‌است.